# Полоцкий иезуитский коллегиум
Полоцкий иезуитский коллегиум (бел. Полацкі езуіцкі калегіум) — среднее образовательное учреждение (коллегиум) иезуитов в Полоцке.

## История

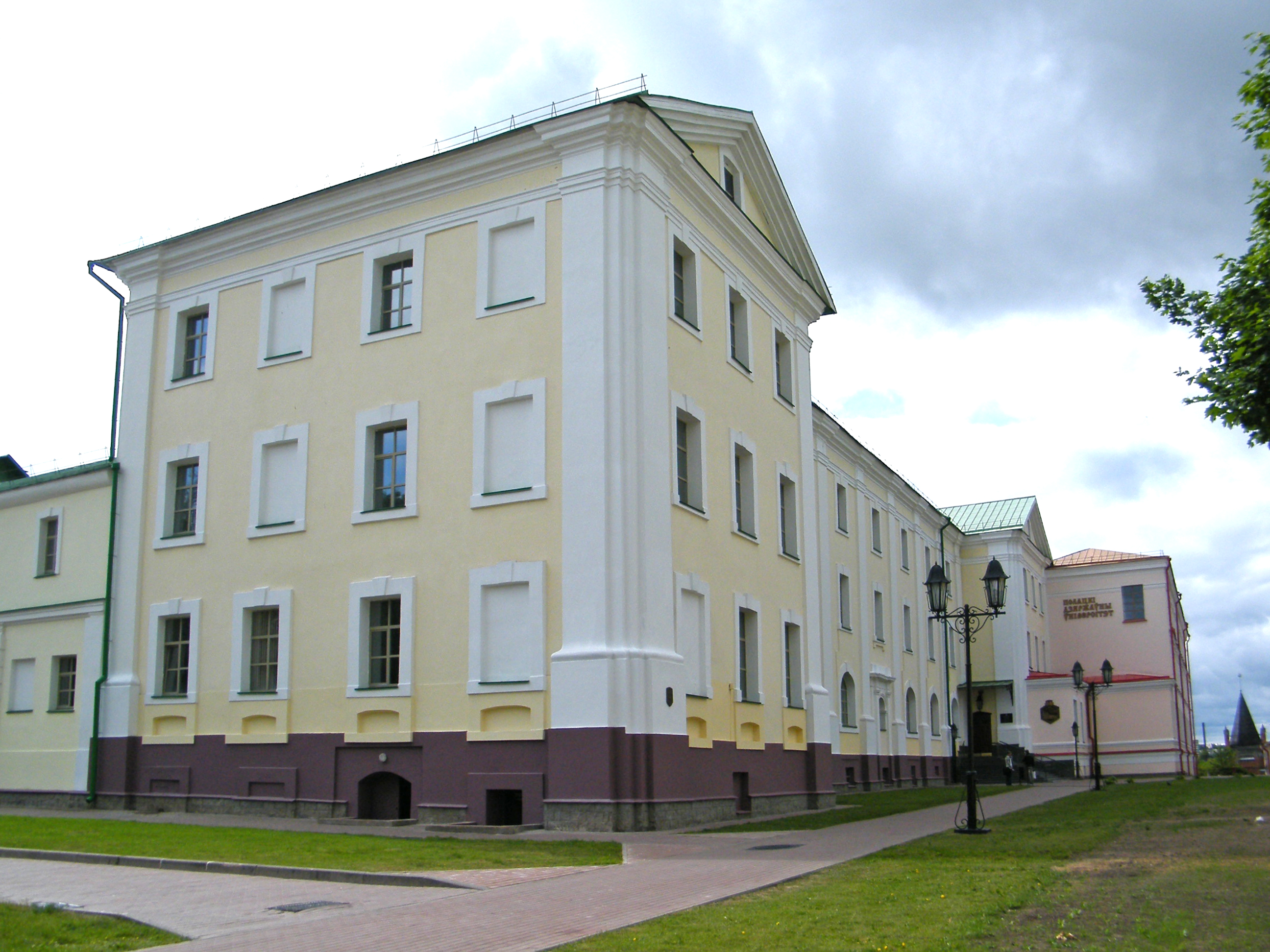
Полоцкий государственный университет в здании бывшего иезуитского коллегиума

В 1580 году с разрешения короля польского и великого князя литовского Стефана Батория в Полоцке был основан иезуитский коллегиум. По некотором данным, коллегиум учреждён в 1581 году. Первым ректором коллегиума стал проповедник Петр Скарга.
В эти же годы на острове Западной Двины было построено здание коллегиума. В первой половине XVII века, после пожара, на новом месте около Верхнего замка были построены деревянные собор Святого Стефана и новое здание коллегиума. В 1750 году было выстроено новое каменное трёхэтажное здание коллегиума.
В 1772 году, после первого раздела Речи Посполитой, восточная часть нынешней Беларуси была присоединена к Российской империи. В числе присоединенных к России городов был и Полоцк. Через год после этого деятельность ордена иезуитов была запрещена решением папы римского. Однако русская императрица Екатерина II это решение не поддержала и на территории империи иезуиты продолжили свою деятельность, а Полоцк фактически стал их столицей. При этом в Полоцком коллегиуме был открыт единственный в то время в Европе иезуитский новициат (учреждение для подготовки монахов). При коллегиуме была создана библиотека, ставшая одним из центров интеллектуальной жизни региона; также при коллегии действовала типография.
В 1773—1780 годах на территории Полоцкого коллегиума были возведены каменные амбары, конюшня, каретная, пекарня, коптильня, пивоварня, мастерские и суконная фабрика. При коллегиуме содержались также аптека, богадельня и музыкальная бурса. Полоцкий коллегиум являлся одним из богатейших в Беларуси. Ему принадлежали фольварки Экимань, Казимирово, Вяжищи, Туровля, Иваньск, Межджищи, Загатье, Мосар, Игуменов, в которых проживало около 7800 человек.
12 января 1812 года указом императора Александра I Полоцкий коллегиум был преобразован в Полоцкую иезуитскую академию с правами университета. Полоцкая иезуитская академия просуществовала восемь лет до 1820 года и стала первым высшим учебным заведением на территории современной Беларуси. В 1820 году, после смерти генерала ордена иезуитов — Фаддея Бжозовского, иезуиты, которые не пожелали сложить с себя орденские обеты, были высланы из Российской империи, а Полоцкая академия была ликвидирована.

## Известные выпускники
- Мартин Почобут-Одляницкий
- Владислав Дзягилевич[бел.]
- Валентий-Вильгельм Ванькович
- Ян Цивинский
- Ян Барщевский

## Известные преподаватели
- Пётр Скарга
- Бенедикт Дабшевич[бел.]
- Франтишек Деружинский
- Антоний Жебровский
- Крупский Адам
- Раймунд Бржозовский
- Никодим Мусницкий